# Palacio de Kosyam
El Palacio de Kosyam o simplemente Kosyam es la residencia oficial del presidente de Burkina Faso. Está ubicado en el bulevar de Muamar el Gadafi (Uagadugú).
El palacio se comenzó a construir durante el desarrollo del barrio Ouaga 2000 de la capital burkinesa. En el año 2020 el complejo tenía una superficie aproximada de 3 000 ha.
La construcción del palacio y sus jardines finalizó en el año 2006. De estilo neosudanés-saheliano, su coste ascendió a la cantidad de diez mil millones de Francos CFA. Fue ignaugurado el 11 de diciembre de 2006, el aniversario de la proclamación de la república del Alto Volta (actual Burkina Faso).
El palacio fue uno de los escenarios de la revolución de Burkina Faso de 2014.